# Ángel Comizzo
Ángel David Comizzo (Reconquista, Santa Fe, 27 de abril de 1962) es un exfutbolista y entrenador de fútbol argentino. Actualmente dirige al Atlético Grau de la Primera División de Perú.

## Trayectoria

### Como futbolista
Comizzo comenzó su carrera como futbolista en el club Talleres de Córdoba de la Primera División de Argentina. En 1988, River Plate compró su pase, y pronto se hizo con la titularidad del primer equipo. Antes de irse cedido a préstamo a Tigres de México en 1990-1991, ganó dos de los cuatro títulos que obtendría en la institución millonaria. Ángel Comizzo es el tercer arquero riverplatense con más partidos sin recibir goles, encontrándose sólo por detrás de dos leyendas como Amadeo Carrizo (183), y el Pato Filliol (157).
Durante el partido que Argentina disputó contra la Unión Soviética por la Copa Mundial de Fútbol de 1990, el portero Nery Pumpido se fracturó la pierna y debió abandonar la competición. Comizzo fue seleccionado en su reemplazo, pero el portero durante el resto de la competición fue Sergio Goycochea, y Comizzo no llegó a disputar ni un minuto, a pesar de ello, se le cuenta dentro del plantel subcampeón del mundo. En 1993 tuvo que dejar la disciplina riverplatense debido a sus diferencias con el entonces director técnico Daniel Passarella, y el América de Cali de Colombia contrató sus servicios. No obstante, regresó a Argentina ese mismo año para atajar en el Banfield.
En 1996 regresó al fútbol mexicano, donde jugó primero para el Club León con quienes llegó a la final del Torneo Invierno 97, y a partir de 1999 para el Monarcas Morelia, en el que se coronó tras atajar tres penaltis del Toluca en la final del Invierno 2000. Tras cinco años lejos del fútbol argentino, regresó a River Plate en el año 2001, donde fue una piedra angular en la consecución de los torneos Clausura 2002 y 2003. Al finalizar este segundo torneo, el técnico Manuel Pellegrini le separó del plantel, por lo que se incorporó al Atlético de Rafaela, donde atajó una temporada más antes de retirarse de la práctica profesional del fútbol.

### Talleres de Córdoba
Como director técnico dirigió desde marzo junio de 2008 a Talleres de Córdoba.

### Querétaro F.C
En septiembre de 2009, Carlos Reinoso le contrató como ayudante para el Querétaro F. C.. Comizzo había sido una parte importante del León de Reinoso cuando en 1997 perdieron la final contra Cruz Azul con un gol de oro en la prórroga.

### Universitario
El 10 de diciembre de 2012 fue elegido como nuevo entrenador del club Universitario de Deportes para la temporada 2013. En su primera temporada consigue llevar al club merengue a conquistar su vigesimosexto título. En la temporada 2014, tras una mala racha de resultados, abandonó el club.
Donde registró 52 duelos de los cuales ganó 23, empató 14 y perdió 14.

### Monarcas Morelia
Fue contratado por el Monarcas Morelia de México para la temporada 2014, donde logró ganar la Supercopa de México.
Se le rescindió el contrato en agosto debido a los malos resultados del equipo, que a su salida se encontraba en el penúltimo puesto de la tabla.

### Club UCV
El 8 de marzo del 2016, en conferencia de prensa, fue presentado al mediodía como nuevo técnico del Club Universidad César Vallejo, en reemplazo del saliente Franco Navarro. Finalmente obtuvo malos resultados y llevó al descenso de la segunda división del mismo año.

### Universitario
El 31 de mayo de 2019, se confirma su regreso al Club Universitario de Deportes. 
Donde estuvo cerca de ganar el Torneo Clausura pero debido algunos resultados no se le dio
El 28 de noviembre de 2019, tras no obtener la clasificación a la semifinal del torneo peruano, el club limeño anunció que no se concretó la renovación de Comizzo.

### 3ra Etapa en Universitario
En julio de 2020 regresa a Universitario de Deportes en su tercera etapa en el cuadro crema.
Logró ganar el Torneo Apertura.

### Controversia
Comizzo es bien recordado por su jugada artera y antideportiva sobre Carlos Hermosillo en la final del Inverno 97, cuando en tiempo extra en una jugada dentro del área se olvidó del balón y embistió sobre el delantero del Cruz Azul (el cual se encontraba recién recuperado de una lesión en las costillas) derribándolo y, cuando ambos se encontraban en el suelo, pateándole el rosto y ocasionándole un corte en la cara. La jugada fue sancionada como tiro penal, que fue cobrado por el mismo Carlos Hermosillo y que, por regla del gol de oro, implicó el campeonato para el Cruz Azul y la derrota del Club León.

### Atlético Grau
En agosto de 2023 se hizo oficial que Ángel Comizzo firmaba como nuevo entrenador de Atlético Grau, club en el que actualmente sigue.

## Selección nacional
Ha sido internacional con la selección argentina de fútbol fue reemplazante de Nery Alberto Pumpido en dicho torneo después del partido contra la Selección de la Unión Soviética de la jornada del 13 de junio de 1990. 

### Participaciones en Copas del Mundo
| Mundial                        | Sede   | Resultado  | PJ | GR |
| ------------------------------ | ------ | ---------- | -- | -- |
| Copa Mundial de Fútbol de 1990 | Italia | Subcampeón | 0  | 0  |

## Clubes

### Como futbolista
| Club                       | País                | Año                 | Partidos | Goles |
| -------------------------- | ------------------- | ------------------- | -------- | ----- |
| Talleres de Córdoba        | Argentina           | 1982-1988           | 77       | 0     |
| River Plate                | Argentina           | 1988-1993           | 130      | 0     |
| Tigres de la UANL (cedido) | México              | 1990-1991           | 35       | 1     |
| América de Cali            | Colombia            | 1993                | 10       | 0     |
| Banfield                   | Argentina           | 1994-1996           | 98       | 0     |
| Club León                  | México              | 1996-1999           | 76       | 0     |
| Morelia                    | México              | 1999-2001           | 69       | 0     |
| River Plate                | Argentina           | 2001-2003           | 50       | 0     |
| Atlético de Rafaela        | Argentina           | 2003-2004           | 24       | 0     |
| Total en su carrera        | Total en su carrera | Total en su carrera | 569      | 1     |

### Estadísticas como entrenador
| Equipo                           | Torneo                | Estadísticas | Estadísticas | Estadísticas | Estadísticas | Estadísticas | Estadísticas | Estadísticas | Estadísticas  | Estadísticas |
| Equipo                           | Torneo                | PD           | G            | E            | P            | GF           | GC           | DG           | % Efectividad |              |
| -------------------------------- | --------------------- | ------------ | ------------ | ------------ | ------------ | ------------ | ------------ | ------------ | ------------- | ------------ |
| Talleres de Córdoba Argentina    |                       |              |              |              |              |              |              |              |               |              |
| Primera B Nacional 2007-08       | 14                    | 5            | 2            | 7            | 13           | 20           | -7           | 40.48%       |               |              |
| Total                            | 14                    | 5            | 2            | 7            | 13           | 20           | -7           | 40.48%       |               |              |
| Querétaro · México               |                       |              |              |              |              |              |              |              |               |              |
| Apertura 2010                    | 17                    | 5            | 4            | 8            | 18           | 28           | -10          | 37.25%       |               |              |
| Total                            | 17                    | 5            | 4            | 8            | 18           | 28           | -10          | 37.25%       |               |              |
| Querétaro · México               |                       |              |              |              |              |              |              |              |               |              |
| Clausura 2012                    | 8                     | 1            | 4            | 3            | 8            | 13           | -5           | 29.17%       |               |              |
| Total                            | 8                     | 1            | 4            | 3            | 8            | 13           | -5           | 29.17%       |               |              |
| Universitario de Deportes · Perú |                       |              |              |              |              |              |              |              |               |              |
| Descentralizado 2013             | 47                    | 22           | 14           | 11           | 67           | 43           | +24          | 56.74%       |               |              |
| Libertadores 2014                | 2                     | 0            | 0            | 2            | 0            | 2            | -2           | 0%           |               |              |
| Torneo del Inca 2014             | 3                     | 0            | 1            | 2            | 1            | 3            | -2           | 56.74%       |               |              |
| Total                            | 52                    | 22           | 15           | 15           | 68           | 48           | +20          | 51.92%       |               |              |
| Monarcas Morelia · México        |                       |              |              |              |              |              |              |              |               |              |
| Clausura 2014                    | 7                     | 2            | 3            | 2            | 11           | 9            | +2           | 42.86%       |               |              |
| Supercopa 2013-14                | 2                     | 1            | 0            | 1            | 5            | 4            | +1           | 50%          |               |              |
| Apertura 2014                    | 7                     | 0            | 2            | 5            | 5            | 17           | -12          | 9.52%        |               |              |
| Copa MX Apertura 2014            | 4                     | 1            | 3            | 0            | 7            | 4            | -12          | 50%          |               |              |
| Total                            | 20                    | 4            | 8            | 8            | 28           | 34           | -6           | 33.33%       |               |              |
| Universidad César Vallejo · Perú |                       |              |              |              |              |              |              |              |               |              |
| Descentralizado 2016             | 38                    | 11           | 10           | 17           | 49           | 64           | -15          | 37.72%       |               |              |
| Total                            | 38                    | 11           | 10           | 17           | 49           | 64           | -15          | 37.72%       |               |              |
| Universitario de Deportes · Perú |                       |              |              |              |              |              |              |              |               |              |
| Liga 1 2019                      | 17                    | 9            | 6            | 2            | 16           | 10           | +6           | 64.71%       |               |              |
| Copa Bicentenario 2019           | 5                     | 2            | 1            | 2            | 8            | 8            | 0            | 46.67%       |               |              |
| Liga 1 2020                      | 24                    | 12           | 6            | 6            | 40           | 30           | +10          | 58.33%       |               |              |
| Liga 1 2021                      | 15                    | 6            | 6            | 3            | 22           | 20           | +2           | 53.33%       |               |              |
| Copa Bicentenario 2021           | 1                     | 0            | 0            | 1            | 0            | 1            | -1           | 0%           |               |              |
| Libertadores 2021                | 6                     | 1            | 1            | 4            | 6            | 19           | 0            | 22.22%       |               |              |
| Total                            | 68                    | 30           | 20           | 18           | 92           | 88           | +22          | 58.91%       |               |              |
| Total como entrenador            | Total como entrenador | 217          | 78           | 63           | 76           | 276          | 295          | -19          | 45.62%        |              |

## Palmarés

### Como futbolista

#### Campeonatos nacionales
| Título           | Club        | País      | Año     |
| ---------------- | ----------- | --------- | ------- |
| Primera División | River Plate | Argentina | 1989-90 |
| Primera División | River Plate | Argentina | A-1991  |
| Primera División | Morelia     | México    | I-2000  |
| Primera División | River Plate | Argentina | C-2002  |
| Primera División | River Plate | Argentina | C-2003  |

### Como entrenador

#### Campeonatos nacionales
| Título              | Club                      | País   | Año     |
| ------------------- | ------------------------- | ------ | ------- |
| Primera División    | Universitario de Deportes | Perú   | 2013    |
| Supercopa de México | Morelia                   | México | 2013-14 |
| Torneo Apertura     | Universitario de Deportes | Perú   | 2020    |

### Distinciones individuales
| Distinción                                   | Año  |
| -------------------------------------------- | ---- |
| Premio DT como Mejor Técnico de la Temporada | 2013 |
| Nominado a mejor DT del año de la Liga 1     | 2020 |